# Leão da Estradinha
O Grêmio Recreativo Escola de Samba Leão da Estradinha é uma escola de samba da cidade de Paranaguá, no estado brasileiro do Paraná.
Foi vice-campeã do grupo de acesso em 2010. e campeã em 2011, quando consegui a ascensão ao Grupo Especial.

## Segmentos

### Presidente
| Mandato      | Nome             | Ref. |
| ------------ | ---------------- | ---- |
| ?-atualidade | Dicézar Tramujas |      |

### Casal de mestre-sala e porta-bandeira
| Ano         | Nome                                   | Ref. |
| ----------- | -------------------------------------- | ---- |
| 2005 a 2012 | Julinho e Helenice Sant'Anna           |      |
| 2009 a 2010 | Moisés e Helenice Sant'Anna            |      |
| 2014        | Willian Sant'Anna e Helenice Sant'Anna |      |
| 2015-2016   | Willian Sant'Anna e Simone Gomes       |      |

## Carnavais
| Ano  | Colocação   | Grupo    | Enredo                                              | Carnavalesco  | Ref.        |
| ---- | ----------- | -------- | --------------------------------------------------- | ------------- | ----------- |
| 2000 | 5° lugar    |          | Estrada da Graciosa                                 |               |             |
| 2001 | 5º lugar    |          | O Futebol                                           |               |             |
| 2002 | 3º lugar    |          | Só Por Vaidade                                      |               |             |
| 2003 | 3º lugar    |          | As Quatro Estações                                  |               |             |
| 2004 | 5º lugar    |          | Meu Carnaval                                        |               |             |
| 2005 | 3º lugar    |          | Vou Girar o Mundo Numa Festa Mundial                | Mágico Junior |             |
| 2006 | 2º lugar    |          | Carnaval: a Oitava Maravilha da Humanidade          | Mágico Junior |             |
| 2007 | 4º lugar    |          | Sorvete, o Sabor Gelado do Verão                    | Mágico Junior |             |
| 2008 | 5º lugar    | Especial | Eureka, Grandes Inventores e Suas Idéias Brilhantes | Mágico Junior |             |
| 2009 | 3º lugar    | Acesso   | Nascer, Viver e viver                               | Mágico Junior |             |
| 2010 | Vice-campeã | Acesso   | Pecado                                              | Mágico Junior |             |
| 2011 | Campeã      | Acesso   | Tenho medo de ter medo                              | Mágico Junior |             |
| 2012 | 4º lugar    | Especial | O sonho de um neguinho no espaço sideral            | Mágico Junior |             |
| 2013 | Campeã      | Acesso   | Tatuagem, Corpo Marcado – A Arte na pele.           | Mágico Júnior | [ 5 ] [ 6 ] |
| 2014 | 5º lugar    | Especial | Lar doce lar, doce vida                             | Mágico Júnior | [ 7 ]       |
| 2015 |             | Especial | Amanhece, anoitece e o tempo permanece              | Mágico Junior |             |